# Leichtathletik-Europameisterschaften 1998/400 m der Frauen

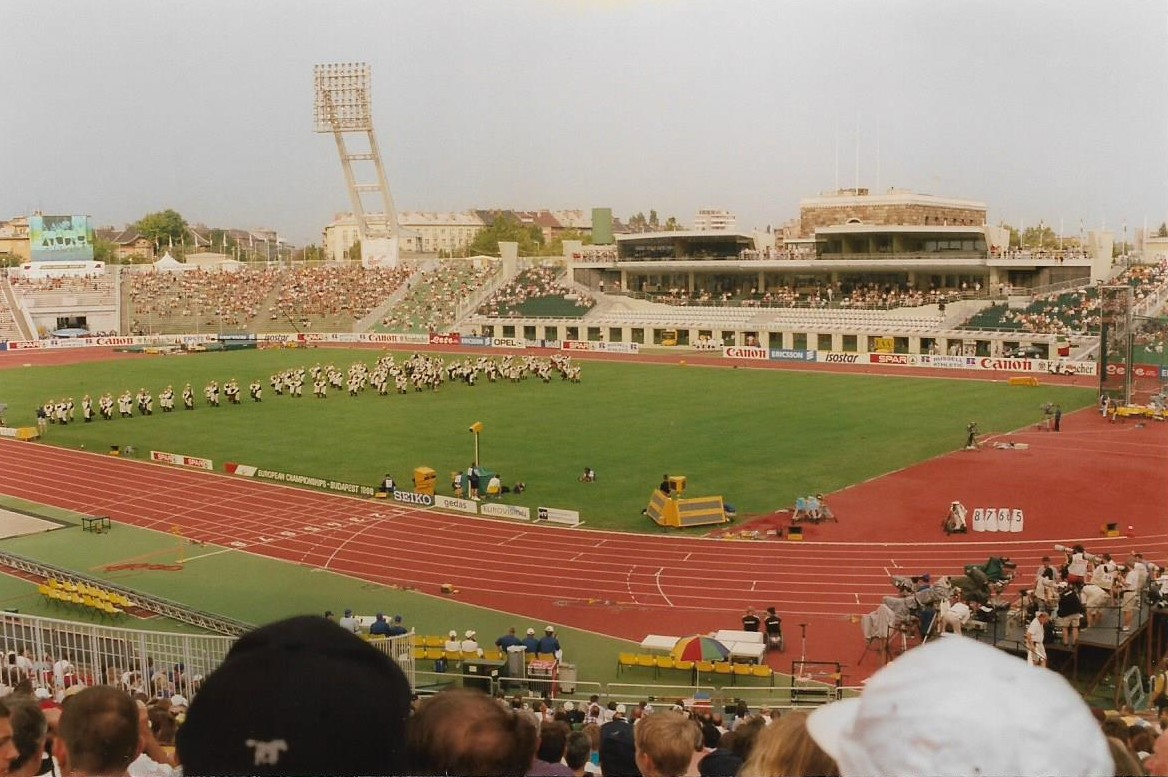
Das Népstadion von Budapest im Jahr 1998

Der 400-Meter-Lauf der Frauen bei den Leichtathletik-Europameisterschaften 1998 wurde vom 19. bis 21. August 1998 im Népstadion der ungarischen Hauptstadt Budapest ausgetragen.
Es siegte die deutsche Europameisterin von 1990 und Vizeweltmeisterin von 1991 Grit Breuer. Sie gewann vor der Tschechin Helena Fuchsová. Bronze ging an die Russin Olga Kotljarowa.

## Bestehende Rekorde
| Weltrekord           | 47,60 s | Marita Koch | Canberra, Australien   | 6. Oktober 1985   |
| Europarekord         | 47,60 s | Marita Koch | Canberra, Australien   | 6. Oktober 1985   |
| Meisterschaftsrekord | 48,16 s | Marita Koch | EM Athen, Griechenland | 8. September 1982 |

Der bestehende EM-Rekord wurde bei diesen Europameisterschaften nicht erreicht. Die schnellste Zeit erzielte die deutsche Europameisterin Grit Breuer im Finale mit 49,93 s, womit sie als einzige Athletin die 50-Sekunden-Marke unterbot. Sie blieb damit 1,77 s über dem Rekord. Zum Welt- und Europarekord fehlten ihr 2,33 s.

## Legende
| DNF | Wettkampf nicht beendet (did not finish) |

## Vorrunde
19. August 1998
Die Vorrunde wurde in vier Läufen durchgeführt. Die ersten drei Athletinnen pro Lauf – hellblau unterlegt – sowie die darüber hinaus vier zeitschnellsten Läuferinnen – hellgrün unterlegt – qualifizierten sich für das Halbfinale.

### Vorlauf 1
| Platz | Name                | Nation                  | Zeit (s) |
| ----- | ------------------- | ----------------------- | -------- |
| 1     | Uta Rohländer       | Deutschland             | 52,37    |
| 2     | Irina Rossichina    | Russland                | 52,97    |
| 3     | Fabienne Ficher     | Frankreich              | 53,05    |
| 4     | Mariana Florea      | Rumänien                | 53,22    |
| 5     | Maria Carmo Tavares | Portugal                | 53,32    |
| 6     | Virna De Angeli     | Italien                 | 53,42    |
| DNF   | Dijana Kojic        | Bosnien und Herzegowina |          |

### Vorlauf 2
| Platz | Name                | Nation      | Zeit (s) |
| ----- | ------------------- | ----------- | -------- |
| 1     | Grit Breuer         | Deutschland | 51,60    |
| 2     | Patrizia Spuri      | Italien     | 51,82    |
| 3     | Jitka Burianová     | Tschechien  | 52,62    |
| 4     | Otilia Ruicu        | Rumänien    | 52,66    |
| 5     | Jekaterina Kulikowa | Russland    | 52,83    |
| 6     | Hanna Kosak         | Belarus     | 53,30    |
| 7     | Kristina Perica     | Kroatien    | 53,93    |

### Vorlauf 3
| Platz | Name              | Nation         | Zeit (s) |
| ----- | ----------------- | -------------- | -------- |
| 1     | Olga Kotljarowa   | Russland       | 51,62    |
| 2     | Donna Fraser      | Großbritannien | 52,20    |
| 3     | Annamária Bori    | Ungarn         | 52,69    |
| 4     | Lana Jekabesone   | Lettland       | 52,84    |
| 5     | Alina Rîpanu      | Rumänien       | 53,35    |
| 6     | Francesca Carbone | Italien        | 53,72    |
| DNF   | Dora Kyriacou     | Zypern         |          |

### Vorlauf 4
| Platz | Name               | Nation         | Zeit (s) |
| ----- | ------------------ | -------------- | -------- |
| 1     | Helena Fuchsová    | Tschechien     | 51,61    |
| 2     | Allison Curbishley | Großbritannien | 52,05    |
| 3     | Karen Shinkins     | Irland         | 52,13    |
| 4     | Olena Rurak        | Ukraine        | 52,49    |
| 5     | Hristina Panagou   | Griechenland   | 52,89    |
| 6     | Barbara Petráhn    | Ungarn         | 53,43    |

## Halbfinale
20. August 1998
Aus den beiden Halbfinalläufen qualifizierten sich die jeweils ersten vier Athletinnen – hellblau unterlegt – für das Finale.

### Lauf 1
| Platz | Name               | Nation         | Zeit (s) |
| ----- | ------------------ | -------------- | -------- |
| 1     | Grit Breuer        | Deutschland    | 50,79    |
| 2     | Allison Curbishley | Großbritannien | 51,43    |
| 3     | Patrizia Spuri     | Italien        | 51,74    |
| 4     | Olena Rurak        | Ukraine        | 52,36    |
| 5     | Karen Shinkins     | Irland         | 52,40    |
| 6     | Jitka Burianová    | Tschechien     | 52,41    |
| 7     | Lana Jekabesone    | Lettland       | 52,76    |
| 8     | Irina Rossichina   | Russland       | 53,62    |

### Lauf 2
| Platz | Name                | Nation         | Zeit (s) |
| ----- | ------------------- | -------------- | -------- |
| 1     | Helena Fuchsová     | Tschechien     | 50,87    |
| 2     | Uta Rohländer       | Deutschland    | 51,04    |
| 3     | Olga Kotljarowa     | Russland       | 51,08    |
| 4     | Donna Fraser        | Großbritannien | 52,05    |
| 5     | Fabienne Ficher     | Frankreich     | 52,95    |
| 6     | Annamária Bori      | Ungarn         | 53,11    |
| 7     | Otilia Ruicu        | Rumänien       | 53,17    |
| 8     | Jekaterina Kulikowa | Russland       | 53,25    |

## Finale

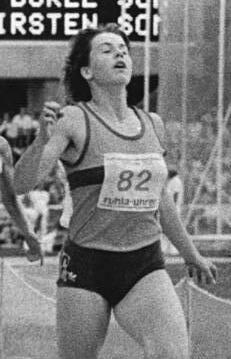
Grit Breuer – acht Jahre nach ihrem ersten Titelgewinn zum zweiten Mal Europameisterin
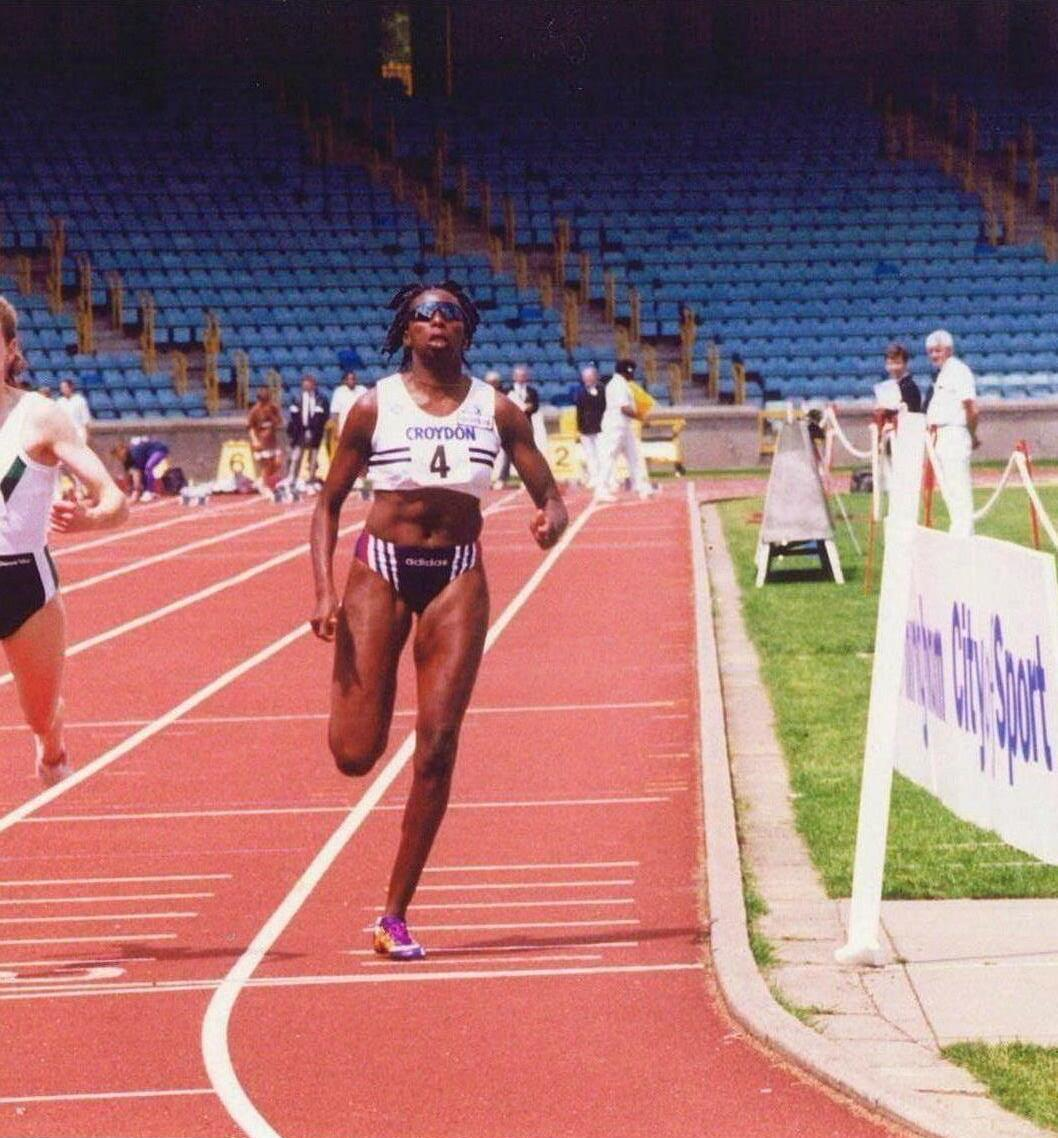
Donna Fraser erreichte Platz sechs

21. August 1998
| Platz | Name               | Nation         | Zeit (s) |
| ----- | ------------------ | -------------- | -------- |
| 1     | Grit Breuer        | Deutschland    | 49,93    |
| 2     | Helena Fuchsová    | Tschechien     | 50,21    |
| 3     | Olga Kotljarowa    | Russland       | 50,38    |
| 4     | Uta Rohländer      | Deutschland    | 50,48    |
| 5     | Allison Curbishley | Großbritannien | 51,05    |
| 6     | Donna Fraser       | Großbritannien | 51,54    |
| 7     | Olena Rurak        | Ukraine        | 51,92    |
| 8     | Patrizia Spuri     | Italien        | 51,94    |

## Videolinks
- Women's 400m Final European Champs Budapest August 1998, youtube.com, abgerufen am 10. Januar 2023
- Women's 400m Final European Champs Budapest 1998, youtube.com, abgerufen am 10. Januar 2023